# Maar Shamshah
Maar Shamshah (tiếng Ả Rập: معر شمشه, cũng đánh vần Maarshmisha) là một ngôi làng thuộc chính quyền Idlib ở tây bắc Syria. Các địa phương lân cận bao gồm trung tâm mantiqah ("quận") của Maarrat al-Nu'man ở phía tây, Maar Shurin ở phía bắc, Talmenes ở phía đông, Maar Shamrin và Deir Sharqi ở phía đông nam và Deir Gharbi ở phía nam. Theo Cục Thống kê Trung ương Syria, Maar Shamshah có dân số 3.268 người trong cuộc điều tra dân số năm 2004.
Trong cuộc Nội chiến Syria đang diễn ra giữa chính phủ Bashar al-Assad và các nhà hoạt động và phiến quân đối lập, Maar Shamshah đã được mô tả là một ngôi làng "ủng hộ phiến quân" bởi Đài quan sát Nhân quyền Syria, một tổ chức hoạt động. Đài quan sát báo cáo rằng ngôi làng đã bị Quân đội Syria bắn phá vào ngày 31 tháng 10 năm 2012. Đài quan sát sau đó đã báo cáo rằng Maar Shamshah đã bị Quân đội Syria pháo kích vào ngày 11 tháng 11.